# Associazione Femminile Dilettantistica Grifo Perugia
L'Associazione Femminile Dilettantistica Grifo Perugia, meglio conosciuta come Grifo Perugia, è una società calcistica femminile italiana con sede nella città di Perugia. Il 9 ottobre 2018 è stata annunciata dalla FIGC la cessione del titolo sportivo della società all'A.C. Perugia Calcio.

## Storia
La Grifo Calcio Femminile Perugia nasce nel 1992, scindendosi dall'Associazione Calcio Femminile Perugia. In un periodo particolarmente carente di nuove squadre umbre iscritte al campionato di Serie C, la nuova società fu inserita nel girone unico del campionato marchigiano.
La squadra biancorossa allenata da Walter Vincenti al primo campionato si classificò al 4º posto iniziando nel migliore dei modi la nuova esperienza. Sulla panchina diretta da Vincenti si susseguirono nella stagione 1993-1994 Elvio Rossi e poi Marcello Vaccai. Nella stagione 1995-1996, al ritorno di Vincenti, le grifoncelle si aggiudicarono la Coppa Marche. È il primo titolo vinto dalla presidentessa Valentina Roscini che vede crescere velocemente la propria squadra, che si imporrà la stagione successiva guadagnando la promozione in Serie B.
All'esordio in Serie B la Grifo ottiene un notevole 5º posto su 16 squadre, grazie anche alle 23 reti segnate dal bomber perugino Immacolata Elia. La stagione successiva le umbre si avvicinano ancora di più alla promozione in Serie A, che mancano nella stagione 2000-2001 perdendo le finali per il terzo e ultimo posto disponibile. Dopo la delusione per la mancata promozione la squadra viene rinnovata con l'arrivo del nuovo allenatore Oliviero Montanelli e alcune giovani calciatrici; è forse l'inesperienza delle nuove il motivo della mancata riconferma della squadra, che sembra pronta per il salto di categoria ma chiude il campionato 2001-2002 con un modesto 7º posto nel girone C.
La squadra allenata da Montanelli si presenta ben più determinata la stagione successiva centrando l'obiettivo con tre giornate d'anticipo, distanziando a 8 punti le gigliate fiorentine e guadagnando, con una sola sconfitta su 22 partite giocate, la promozione in Serie A2. Montanelli rimarrà per otto anni alla guida della squadra perugina fino a lasciare al termine della stagione 2008-2009, raccogliendo cinque significativi piazzamenti a ridosso della zona promozione.
A coronare il sogno della presidentessa Valentina Roscini arriva la tanto desiderata promozione in Serie A ottenuta nella stagione 2011-2012, annata che vide le grifoncelle protagoniste fin dalla prima giornata raccogliendo 24 vittorie e 2 pareggi su 26 giornate, nonché la palma del miglior attacco e difesa del girone. La permanenza in Serie A dura due stagioni consecutive, al termine delle quali la Grifo Perugia venne retrocessa in Serie B, tornata ad essere la seconda serie nazionale.
Al termine della stagione 2017-2018, la Grifo Perugia ha concluso al settimo posto il girone A della Serie B, non sufficiente per essere ammessa al girone unico di Serie B dell'anno successivo, venendo così retrocessa nella nuova Serie C organizzata su gironi interregionali. Il 9 ottobre 2018, pochi giorni prima dell'esordio nel girone C della Serie C, il commissario straordinario della FIGC Roberto Fabbricini ha deliberato, in accoglimento dell'istanza congiunta, di attribuire il titolo sportivo della A.F.D. Grifo Perugia all'A.C. Perugia Calcio, la cui sezione femminile viene così iscritta al campionato di Serie C.

## Società

### Organigramma societario
Dal sito web ufficiale della società.
- Valentina Roscini - Presidente
- Massimo Moneti - Vice presidente
- Anna Simboli - Consigliere
- Antonella Ferrini - Consigliere
- Alessandra Faloci - Consigliere
- Nazareno Montarani - Consigliere
- Giacomo Sciurpa - Consigliere
- Silvano Mercanti - Consigliere
- Paola Calcagni - Consigliere
- Daniela Gobbi - Consigliere
- Rita Giorgelli - Tesoriere
- Lamberto Roscini - Segretario
- Federico Svolacchia - Direttore sportivo

### Settore giovanile
In ambito giovanile, la Grifo Perugia vanta la vittoria di un Campionato Primavera, conquistato dalle giovani grifoncelle nella stagione 2013-2014, alla loro prima finale assoluta nel torneo.

## Palmarès

### Competizioni interregionali
- Campionato italiano di Serie A2: 1

2011-2012 (girone C)
- Campionato italiano di Serie B: 2

2000-2001 (girone C), 2002-2003 (girone C)

### Competizioni regionali
- Campionato di Serie C: 1

1996-1997 (girone unico marchigiano)
- Coppa Marche: 1

1995-1996

### Competizioni giovanili
- Campionato Primavera: 1

2013-2014